# 米凯莱·帕西纳托
米凯莱·帕西纳托（義大利語：Michele Pasinato，1969年3月13日—2021年4月8日），意大利前男子排球运动员。他曾代表意大利国家队参加1992年夏季奥林匹克运动会排球比赛，结果获得第五名。